# くじら (声優)
くじら（本名・旧芸名：松本 和香子〈まつもと わかこ〉、1960年4月1日 – ）は、日本の女性声優。東京都出身。81プロデュース所属。

## 略歴
大妻中学校・高等学校、大妻女子大学卒業。教員の資格を持っており、役者になっていなかったら料理講師、幼稚園教諭、小学校の教師になりたかったと語る。
芝居好きであり、高校時代は演劇部に所属していたが、しかしあくまでも部活動であり、プロになろうとは思わなかった。
大学4年生の時に就職活動をしており、大学卒業時の婦人警官などの試験を受けたが、すべて落ちて「しょうがないからどうしようかな」と悩んでいた。
そんな時に同じく芝居好きで脚本も書いた経験もある母に「養成所とかに通ってみたら」と言われる。
養成所に通ったところ熱中して役者を目指した。

## 人物
芸名の命名は千葉繁。この芸名は「芸能界という海原を潮を噴きながら大海に向かって進んでいる姿から」、「かわいいし親しみがある」、「子供も覚えられる」という理由でつけてもらったという。
また、千葉が主宰する「バーストマン」（現在は解散）にも参加していた。
2011年10月25日、Twitterにて結婚したことを発表。
橘U子とは肝付兼太やたてかべ和也を通じて長年の親交がある。
師匠の千葉繁とは共演作が長年に渡って多いが、『百姓貴族』では初の夫婦役（主人公の荒川弘の両親役）で共演している。
自身の声真似をしているYoutuberのとっくんともYoutubeチャンネル上で共演しており、実の母のように接している。
2024年、山寺宏一、梶裕貴ら他の有名声優26名と共同で、本人に無断で学習・生成される生成AI音声や映像に反対する有志の会として『NOMORE 無断生成AI』を結成し、啓発動画を公開した。声明文では「やった覚えのない朗読や歌、そして声そのものが、ネット上に公開され、時に販売」される現状への強い懸念を表明した。

## 出演
太字はメインキャラクター。

### 劇場アニメ
1990年代
- チョッちゃん物語（1996年、中年女）
- ルパン三世 DEAD OR ALIVE（1996年）
- ゲゲゲの鬼太郎 おばけナイター（1997年、純）

2000年代
- おばあちゃんの思い出（2000年、幼い頃のジャイアン）
- カウボーイビバップ 天国の扉（2001年、オバさん）
- パルムの樹（2002年、ボサボサ）
- 劇場版 とっとこハム太郎 はむはむぱらだいちゅ! ハム太郎とふしぎのオニの絵本塔（2004年、トン吉）
- ドラえもん のび太のワンニャン時空伝（2004年、ジャイアン幼少時代）
- まじめにふまじめ かいけつゾロリ なぞのお宝大さくせん（2006年、ゴーゴン）
- 劇場版 NARUTO -ナルト- 疾風伝 絆（2008年、大蛇丸）

2010年代
- 劇場版 銀魂 新訳紅桜篇（2010年、お登勢）
- 劇場版 空の境界 未来福音（2013年、観布子の母）
- 劇場版 銀魂 完結篇 万事屋よ永遠なれ（2013年、お登勢）
- えいがのおそ松さん（2019年、松代）

2020年代
- 銀魂 THE FINAL（2021年、お登勢）
- 劇場版 抱かれたい男1位に脅されています。〜スペイン編〜（2021年、ロドリゲス時子）
- おそ松さん〜ヒピポ族と輝く果実〜（2022年、松野松代）
- おそ松さん〜魂のたこ焼きパーティーと伝説のお泊り会〜（2023年、松野松代）
- 劇場版 オーバーロード 聖王国編（2024年、ロケシュ）

### OVA
1994年
- 新・キューティーハニー（アルフォンヌ）

1995年
- SMガールズ セイバーマリオネットR（セクサドールA）
- GOLDEN BOY さすらいのお勉強野郎（家政婦）
- 楽勝!ハイパードール（クラゲマン）

1996年
- タトゥーン★マスター
- TWIN SIGNAL（B助）

1997年
- 魔法少女メルル（雌サハギンゲリー）

2002年
- .hack//Liminality（老婆）

2005年
- 銀魂「何事も最初が肝心なので多少背伸びするくらいが丁度良い」（お登勢）

2008年
- kiss×sis（ちん子）
- らき☆すたOVA（オリジナルなビジュアルとアニメーション）（女性モブキャラクター）

2009年
- 珍遊記 -太郎とゆかいな仲間たち-（山姥、やすし）

2011年
- テイルズ オブ シンフォニア THE ANIMATION 世界統合編（ヴェリウス）

### Webアニメ
- 宮河家の空腹（2013年、ひかげの同級生 他）
- クレヨンしんちゃん外伝 お・お・お・のしんのすけ（2017年、ポイポイババア）
- 銀魂 THE SEMI-FINAL 万事屋篇（2021年、お登勢）
- きよねこっ（2022年、なでなでおじさん 他）

### ゲーム
1997年
- クーロンズゲート（巫師）

1999年
- 魔剣X（カティ）

2001年
- 魔剣爻（カティ）

2002年
- キングダム ハーツ（アースラ）

2003年
- NARUTO -ナルト- 激闘忍者大戦!2（大蛇丸）
- NARUTO -ナルト- ナルティメットヒーロー（大蛇丸）

2004年
- キングダム ハーツ チェイン オブ メモリーズ（アースラ）
- NARUTO -ナルト- 激闘忍者大戦!3（大蛇丸）
- NARUTO -ナルト- ナルティメットヒーロー2（大蛇丸）
- ラチェット&クランク3 突撃!ガラクチック★レンジャーズ（ヘルガ）

2005年
- キングダム ハーツII（アースラ）
- シャドウハーツ・フロム・ザ・ニューワールド（マオ）
- NARUTO -ナルト- うずまき忍伝（大蛇丸）
- NARUTO -ナルト- 激闘忍者大戦!4（大蛇丸）

2006年
- NARUTO -ナルト- 最強忍者大戦4 DS（大蛇丸）
- NARUTO -ナルト- ナルティメットポータブル（大蛇丸）

2007年
- 今日からマ王! 眞マ国の休日（女王クマハチ）
- 銀魂 万事屋ちゅ〜ぶ ツッコマブル動画（お登勢）
- 銀魂 銀さんと一緒! ボクのかぶき町日記（お登勢）
- キングダム ハーツ Re:チェイン オブ メモリーズ（アースラ）
- NARUTO -ナルト- ナルティメットアクセル2（大蛇丸）
- NARUTO -ナルト- 疾風伝 激闘忍者大戦!EX2（大蛇丸）

2008年
- CHAOS;HEAD（百瀬克子）
- テイルズ オブ ヴェスペリア（ベリウス）
- テイルズ オブ シンフォニア -ラタトスクの騎士-（ヴェリウス）
- NARUTO -ナルト- 疾風伝 激闘忍者大戦!EX3（大蛇丸）
- NARUTO -ナルト- 疾風伝 最強忍者大結集 激突!!ナルトVSサスケ（大蛇丸）
- NARUTO -ナルト- 疾風伝 忍列伝 II（大蛇丸）
- らき☆すた 〜陵桜学園 桜藤祭〜（女性A、女性客、女性ナレーション、母親、アナウンス、テレビ音声〈女性〉）

2009年
- NARUTO -ナルト- ナルティメットストーム（大蛇丸）
- NARUTO -ナルト- 疾風伝 ナルティメットアクセル3（大蛇丸）
- NARUTO -ナルト- 疾風伝 忍列伝 III（大蛇丸）
- らき☆すた ネットアイドル・マイスター（女性端役キャラクター）

2010年
- ダンガンロンパ 希望の学園と絶望の高校生（大神さくら）
- NARUTO -ナルト- ナルティメットストーム2（大蛇丸）
- NARUTO -ナルト- 疾風伝 激闘忍者大戦!SPECIAL（大蛇丸）
- NARUTO -ナルト- 疾風伝 最強忍者大結集 激突!!ナルトVSサスケ（大蛇丸）

2011年
- 日常〈宇宙人〉（イタコ）

2012年
- キングダム ハーツ 3D ［ドリーム ドロップ ディスタンス］（アースラ）
- NARUTO -ナルト- 疾風伝 ナルティメットストームジェネレーション（大蛇丸）

2013年
- 銀魂のすごろく（お登勢）
- ダンガンロンパ1・2 Reload（大神さくら）
- テイルズ オブ シンフォニア ユニゾナントパック（ヴェリウス）
- NARUTO -ナルト- 疾風伝 ナルティメットストーム3（大蛇丸）

2014年
- CHAOS;CHILD（百瀬克子）

2016年
- グランブルーファンタジー（ネネ）
- スカルガールズ 2ndアンコール（セクメト）
- NARUTO -ナルト- 疾風伝 ナルティメットストーム4（大蛇丸）

2017年
- おそ松さん THE GAME はちゃめちゃ就職アドバイス -デッド オア ワーク-（おかあさん）

2018年
- 銀魂乱舞（お登勢）

2019年
- テイルズ オブ ヴェスペリア REMASTER（ベリウス）
- 鬼灯の冷徹 〜地獄のパズルも君次第〜（火車）
- ドラえもん のび太の牧場物語（ヘレン）
- イースIX -Monstrum NOX-（マルゴット）
- ドラゴンクエスト ライバルズ（グランマーズ）

2020年
- 崩壊3rd（ルイス）
- インディヴィジブル 闇を祓う魂たち（フィービー）
- クイズRPG 魔法使いと黒猫のウィズ（お登勢）

2022年
- ドラゴンクエストX 目覚めし五つの種族 オフライン（アバ）

2024年
- パワフルプロ野球2024-2025（姫野カレン）
- ファミコン探偵倶楽部 笑み男

### ドラマCD
- THE IDOLM@STER MILLION THE@TER WAVE 09 Fleuranges（監督）
- あやかしコンビニエンス（おばあちゃん[73]）
- 今賀瞬〜バーストマン愛しのソングブックVol.1〜
- おしゃれマル秘セッション 番外編 平和自動車教習所昼下がりのクランク〜
- 金の彼女 銀の彼女（ブフォウ[74]）
- 逮捕しちゃうぞ 限定解除ソングコレクション DISC 1
- ダンガンロンパ アナザーストーリーCD ▽黒版△
- ダンガンロンパ アナザーストーリーCD △白版▽
- 魔術士オーフェン 無謀編（中年女）
- ドラマCD 宮河家の空腹 〜宮河ひなたの一日〜（女性客）
- 宮河家の空腹 ヒャダインこと前山田健一が作曲したサウンドトラック シリーズ構成の待田堂子による新規撮り下ろしオリジナルドラマ 未放送のラジオ特別版を収録したCD（くーちゃん 他）
- らき☆すた ドラマCD（ドラマがコンプリートなディスク）（女性端役）
- 流星皇子TOMMY（びろ〜ん君）

### 吹き替え

#### 担当女優
レスリー・ジョーンズ
- アングリーバード2（ゼータ）
- ゴーストバスターズ（パティ・トーラン）
- SING/シング（ミーナの母）
- ナショナル・セキュリティ（ブリタニー）

#### 映画（吹き替え）
- エスケープ・フロム・L.A.（ハーシー〈パム・グリア〉）※フジテレビ版
- キック・アス/ジャスティス・フォーエバー（マザー・ロシア）
- シティーハンター THE MOVIE 史上最香のミッション（マルティーヌ[76]）
- ジョーズ・アパートメント（ブランク〈サンドラ・デントン〉）
- SET IT OFF（クレオ〈クィーン・ラティファ〉）
- 張り込みプラス（ルー・デラノ〈キャシー・モリアーティ〉）※日本テレビ版
- プラットフォーム（イモギリ〈アントニア・サン・フアン〉[77]）
- ホステル2（化粧師）※DVD版
- ルイスと不思議の時計（ハンチェット夫人〈コリーン・キャンプ〉）
- ローラーボール ※テレビ東京版
- ロッキー&ブルウィンクル（判事〈ウーピー・ゴールドバーグ〉）

#### ドラマ
- エレメンタリー ホームズ&ワトソン in NY シーズン2 #14（ゲイ）
- クリミナル・マインド FBI行動分析課（エレン・ラッセル）
- CSI:科学捜査班（ジャッキー;指紋ラボの研究員）
- シリアルキラーの妻（クローヴァー〈ジュリー・グレアム〉[78]）
- スタートレック:ディープ・スペース・ナイン シーズン7 #7（コラーナ〈ナンシー・ヤングブラット〉）
- ビクトリアス
- フルハウス（隣人）
- 名探偵モンク2

#### アニメ
- ガジェット警部（マギヤ）
- クロース
- 2分の1の魔法（教官[79]）
- ハウス・オブ・マウス（ファイファー・ピッグ、アースラ）
- バットマン:ブレイブ&ボールド（モンガル）
- ラプンツェル ザ・シリーズ（クラウリーさん）
- リトル・マーメイド（アースラ）
- ロラックスおじさんの秘密の種（グリゼルダおばさん）

### 特撮
- 仮面ライダーアギト（2001年、エルロード / 風のエルの声）
- 爆上戦隊ブンブンジャー（2024年、キャノンボーグの声[80]）

### テレビドラマ
- 一年半待て
- 女相撲
- 怪談 KWAIDAN
- 終着駅シリーズ
- 誰にも言えない

### 映画
- トーキング・ヘッド

### バラエティ
- ドリフ大爆笑（1987年）
- 志村けんのだいじょうぶだぁ（1992年12月23日、フジテレビ）
- けんちゃんのオーマイゴッド（1996年8月9日、フジテレビ）
- 志村けんのバカ殿様（フジテレビ）町人を演じる内藤剛志の女房役、ある星の女王、ブスな腰元
- 独占!女の60分（テレビ朝日）

### テレビ番組
- さんすうすいすい（NHK教育テレビ、1996年4月 - 1999年3月）バリアー星人リーダー（顔出し）
- たっくんのおもちゃ箱（NHK教育テレビ）おぎんさん（声）
- 天才てれびくんMAX（NHK教育テレビ）
  - 天てれドラマ「ダッシュマン」グルメーラ（声）
  - 日付変更船プッカリーノ第2話 老婆・住人（声）
- 音でおとぎ話〜世界を彩る魔法の効果音〜（2025年3月17日、NHK総合） - ラジオドラマ「桃太郎改め ユフォたろう」（おばあさん、ゴリラ）
- JAPAN DELISH（2025年 - NHK総合） - 語り[81]

### 舞台
- ことだま屋本舗☆リーディング部その12『怪人スカウト2021』（2021年、通行人B、成りすまし怪人ダマシトール、戦闘員3）
- ことだま屋本舗☆リーディング部その13（2022年）
  - 『かくれんぼ』（宇息斎法螺吹）
  - 『夏の揺らめく煙に想ふ』（母）
  - 『怪人スカウトGK』（パワハラ怪人アツリョクカケール、戦闘員3、ウメちゃん）

### その他
- フィール・ザ・マジック（アースラ）
- らき☆すた in 武道館 あなたのためだから

### シリーズ一覧
1. ↑  第1期（1996年 - 1997年）、第2期『逮捕しちゃうぞ SECOND SEASON』（2001年）、第3期『逮捕しちゃうぞ フルスロットル』（2007年 - 2008年）
2. ↑  番組内アニメ:『謎の老婆シリーズ』「ほんとうのゴミ箱」（1999年）、『103便SOS』（1999年）、『天才ゴキブリ登場』（1999年）、『旅人と四人の小僧』（2000年）
3. ↑  第1期（2000年）、第2期『the second stage』（2001年）
4. ↑  第1期（2006年 - 2010年）、第2期『銀魂’』（2011年 - 2012年）、第2期延長戦『銀魂’延長戦』（2012年）、第3期『銀魂ﾟ』（2015年 - 2016年）、第4期『銀魂.』（2017年 - 2018年）
5. ↑  第1期（2010年）、第2期『II』（2011年）、第3期『女神篇』（2013年）
6. ↑  第1期（2015年 - 2016年）、第2期（2017年 - 2018年）、第3期（2020年 - 2021年）、第4期（2025年）
7. ↑  第1期第1クール（2021年）、第1期第2クール（2021年）、第2期『無職転生 II 〜異世界行ったら本気だす〜』第1クール（2023年）、第2期『無職転生 II 〜異世界行ったら本気だす〜』第2クール（2024年）
8. ↑  第1弾（2022年 - 2023年）、第2弾（2023年）
9. ↑  1st Season（2023年）、2nd Season（2024年）
10. ↑  第1期（2023年）、第2期（2025年）
11. ↑  第1期（2024年）、第2期（2024年）